# 中関村駅
中関村駅（ちゅうかんそんえき）は中華人民共和国北京市海淀区に位置する、北京地下鉄4号線の駅。 

## 歴史
- 2009年9月28日 - 開業。

## 駅構造

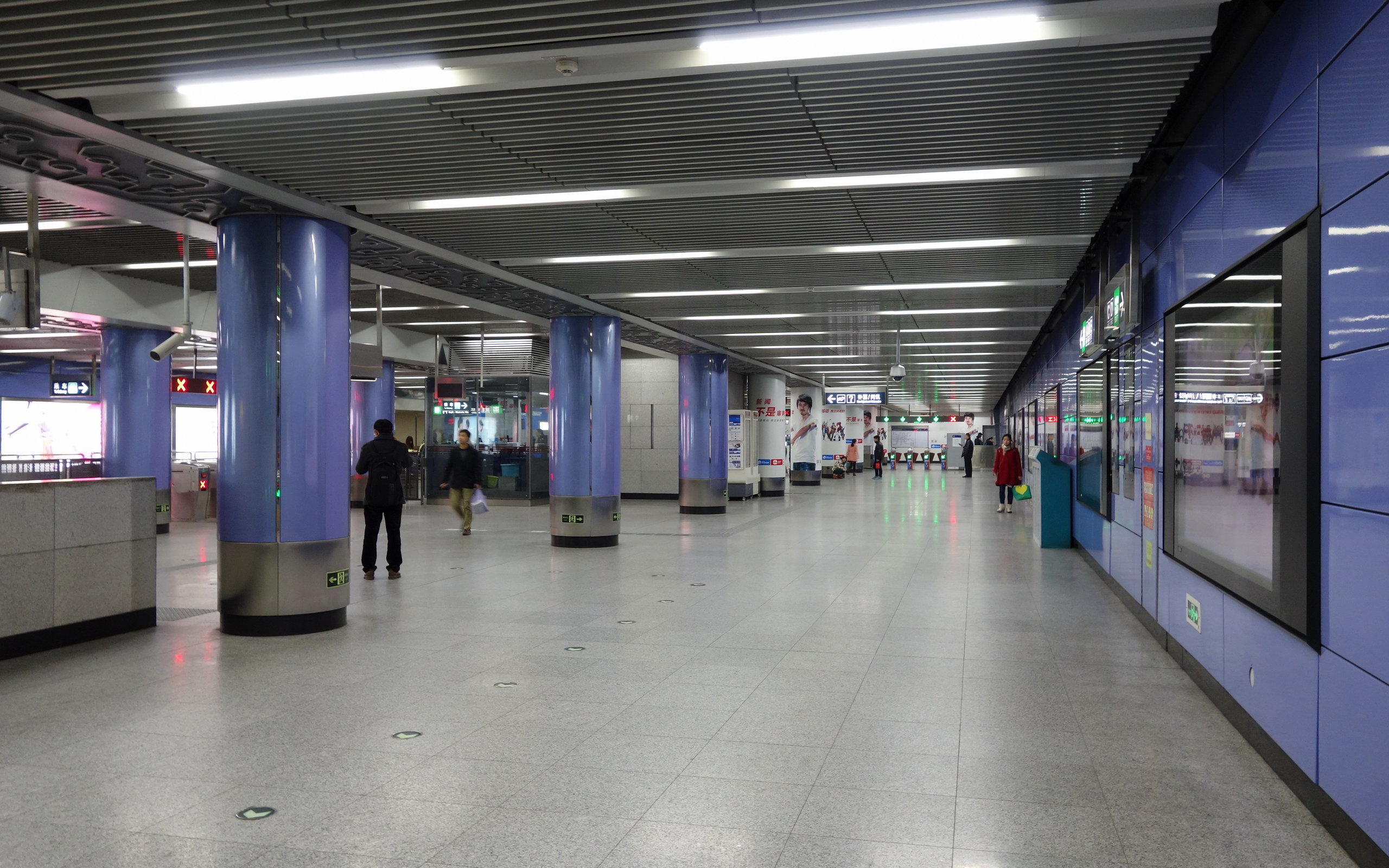
改札階コンコース

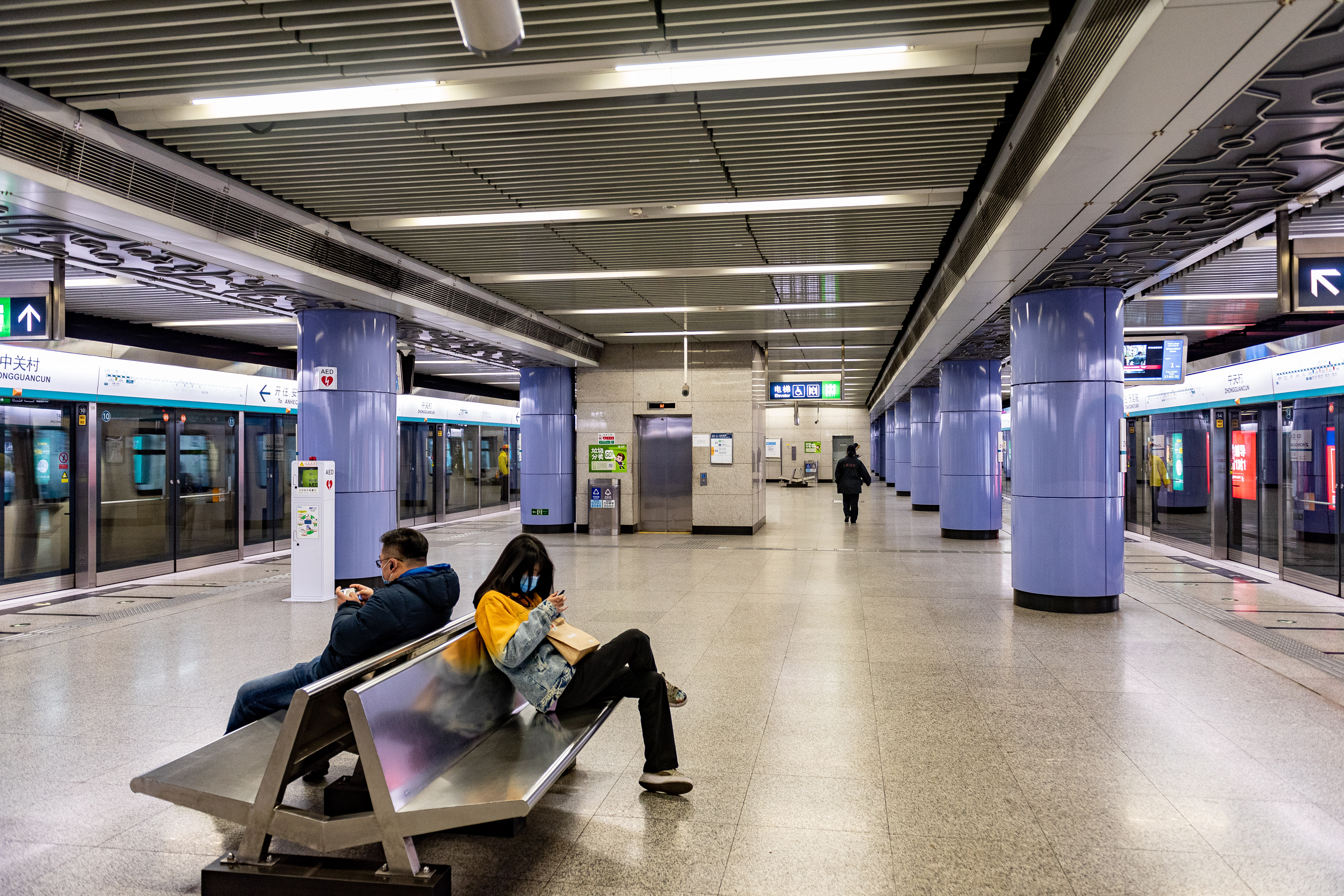
プラットホーム

地下1階が改札階、地下2階がホーム階の地下駅。
ホームは長さ179.9m、幅22.5mの島式1面2線を有する。ホーム北端（安河橋北方面側）にトイレが設けられている。北側に留置線があり、緊急時は当駅で折り返しが可能である。
地上への出口はA1,A2,B,C1,C3,D,Eの7箇所ある。また、改札階コンコースの西側では中関村西区地下通道（地下街）と直接繋がっている。

### のりば
案内上ののりば番号は設定されていない。
| 北方向 | 4号線 | 西苑・安河橋北方面           |
| 南方向 | 4号線 | 西直門・公益西橋・天宮院方面 |

## 駅周辺

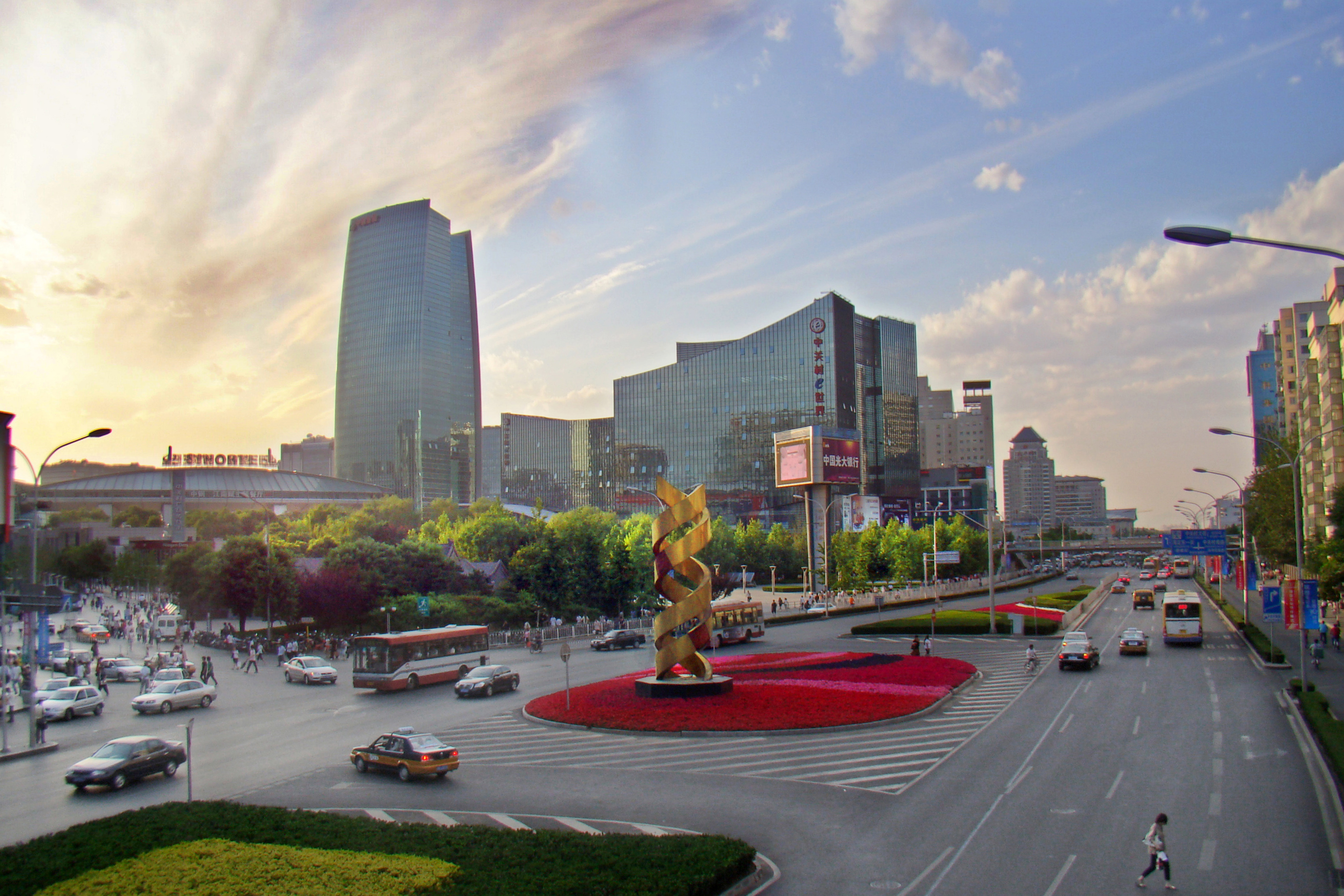
中関村広場周辺の街並み

- 中関村科貿電子城（中国語版）
- 海龍大厦（中国語版）
- 中関村互総网教育創新中心
- 鼎好電子大厦（中国語版）
- 中関村広場（中国語版）
- 方正国際大厦（中国語版）
- 北四環西路
- 北京大学五四体育活動中心
- 北京大学附属中学
- 中関村第二小学
- 中関村医院
- 中国科学院第三幼稚園
- 海淀区中関村第一小学

## 隣の駅
北京地下鉄
 4号線
海淀黄荘駅 - 中関村駅 - 北京大学東門駅